# Adiaké
Adiaké är en departementshuvudort i Elfenbenskusten. Den ligger i distriktet Comoé, i den sydöstra delen av landet, 280 km sydost om huvudstaden Yamoussoukro.